# 천연 꼬꼬댁
《천연 꼬꼬댁》(일본어: 天然コケッコー)은 만화 잡지 《코러스》에서 연재된 쿠라모치 후사코 (くらもちふさこ)의 만화이자 이를 원작으로 한 영화이다.
만화는 1996년 제 20회 코단샤 만화상의 소녀부분을 수상하였다. 2007년 일본에서 동명의 영화로 제작, 개봉하였다. 만화책은 대한민국에는 정식발매되지 않았다.

## 영화
《천연 꼬꼬댁》(일본어: 天然コケッコー)은 2007년 7월 28일, 야마시타 노부히로 감독이 연출을 맡아 카호, 오카다 마사키 주연으로 개봉한 일본의 영화이다. 대한민국에서는 원작의 《천연꼬꼬댁》이 아닌 《마을에 부는 산들바람》이라는 제목으로 변경되어 개봉하였다.

### 줄거리
시골 동네의 전교생이 6명뿐인 작은 분교에 도쿄에서 남학생 히로미(오카다 마사키)가 전학을 오면서 이야기가 시작된다. 주인공인 중학교 2학년의 소요(카호)의 시점에서 일어나는 사소하고 잔잔한 에피소드 등을 다루고 있다.

### 출연진
- 미기다 소요 - 카호
- 오사와 히로미 - 오카다 마사키
- 미기다 카즈마사 - 사토 코이치
- 미기다 이토코 - 나쓰카와 유이

### 제작진
- 감독 - 야마시타 노부히로
- 각본 - 와타나베 아야
- 주제가 - 쿠루리 〈말은 삼각 마음은 사각〉